# Rugby klub Ljubljana
Il Rugby Klub Lubiana ("Associazione rugbistica Lubiana"; abbreviato in R.K. Lubiana) è una società di rugby di Lubiana fondata 1962.

## Storia
Tutto ebbe inizio nel 1962, quando fu messa in scena la prima partita di rugby a Lubiana e avvennero gli inizi del rugby a Lubiana. Poco dopo, il 20 ottobre 1963, gli studenti, a cui piaceva il gioco, radunarono e formalmente istituirono il Rugby klub Ljubljana. 
Negli anni seguenti, il club partecipò attivamente all'allora campionato jugoslavo, ottenendo risultati mediocri.
Nel 1978, il nome del club cambiò in RK Koloy, in quanto Kolinska era lo sponsor principale, e così rimase per molti anni.
Il più grande risultato del club arrivò il 31 maggio 1986, quando con una vittoria di 4 a 3 sul RK Nada sollevò la Coppa di Jugoslavia.
I primi anni dopo la rottura della Jugoslavia nel 1991 furono tempi difficili per il rugby. Il RK Koloy era alla ricerca di nuove opportunità e di nuovi club per la creazione di una lega congiunta.
Su iniziativa dei giocatori più anziani del precedente Koloy, il club divenne "indipendente" nel 1995 e iniziò a operare sotto il nome di RK Ljubljana. Trovò un nuovo sponsor e si ribattezzatò, RK DHL Ljubljana, nome che mantenne nei successivi tre anni.
Il club è riuscito a vincere due volte l'Interliga e una Regional Rugby Championship nel 2015-16.

## Palmarès

### Trofei nazionali
- Coppe di Jugoslavia: 1
1986

### Trofei internazionali
- Regional Rugby Championship: 1
2015-16
- Interliga Rugby: 2
2002-03, 2004-05

### Altri piazzamenti
- Campionati jugoslavi:

Secondo posto: 1976